# Sofoklo
Sofoklo (Σοφοκλης; Kolon, predgrađe Atene 495. pr. Kr. -  Atena, 406. pr. Kr.) bio je starogrčki dramatičar. Jedan je od trojice velikih grčkih tragičara, zajedno s Eshilom i Euripidom. Napisao je oko 130 drama, od čega 20 satirskih. Sačuvano je sedam tragedija:
- Antigona
- Elektra
- Kralj Edip
- Trahinjanke
- Ajant
- Filoktet
- Edip na Kolonu

Sačuvan je i odlomak satirske drame „Sljednici” („Tragači”, „Lovački psi”) koji je 1911. pronađen na jednom egipatskom papirusu.

## Život
Sofoklo je bio na prilično visokim državnim položajima. U ratu sa Samom bio je član strateškog saveza zajedno s Periklom. Radio je kao diplomat, političar i svećenik. Osnovao je zajednicu za Muze koja je okupljala najslavnije umjetnike toga doba.
Epitaf mu glasi:
"Krijem u ovom grobu Sofokla, koji je prvi mjesto stekao tragičkom umjetnošću, najčasniji ukras."
Kao i Eshila, Aristofan ga je portretirao u svojim „Žabama”, a također i Frinih u svojim „Muzama”.
Plutarh opisuje kako se Sofoklo prvi put natjecao i odmah odnio prvu nagradu, a Eshil je teško podnio taj poraz. Stari izvori tvrde da Sofoklo nikad nije bio posljednji u natjecanju te da je imao dvadesetak pobjeda (Eshil ih je imao 13, a Euripid 5, od čega je jedna posmrtna). S „Filoktetom” je također dobio prvu nagradu, a tragedija je značajna po tome što se junak pokušava ubiti na samoj pozornici, što je za tadašnje poimanje tragedije bilo nečuveno.

## Dramske inovacije
Sofoklo u tragediju uvodi trećeg glumca i pojačava dramsku radnju. Povećava kor s 12 na 15 osoba, no smanjuje mu utjecaj. Njegov kor ne utječe na radnju - on je samo pasivan promatrač koji sa zanimanjem prati radnju, a u svom se sudu ne uzdiže nad običnim ljudima. Sofoklo je prvi tragičar koji je uveo junakinje u svoje tragedije.
Njegovi likovi nisu više bogovi i idealizirana bića kao kod prijašnjih pisaca, nego su to stvarni ljudi koji sami odlučuju o svojoj sudbini. Iz svih njegovih tragedija izviru duboko čovjekoljublje i visoka moralna načela koja upravljaju postupcima likova. Radnju pokreće slobodna ljudska volja. Sofoklovi su likovi psihološki produbljeniji od likova njegova prethodnika Eshila.
Već su stari Grci sami odredili odnos između Sofokla i Euripida: "Sofoklovi likovi onakvi su kakvi trebaju biti, a Euripidovi kakvi doista jesu."

## Karakteristike
Sofoklovo se shvaćanje života temelji na religiji i mitovima. Bitno je poštovanje bogova molitvom i žrtvama te izvršavanje njihovih naredbi. Njegovu religioznost odlikuje moralna strogost koja se zasniva na pokoravanju i poštovanju božanskih autoriteta, čija je volja apsolutna i određuju što je pravedno i moralno. Čovjekova samostalnost, neovisnost i vlastito mišljenje podložni su božanskoj volji i zakonima. Čovjekovim životom upravljaju nerazumna i tajanstvena sila te potpuna moć bogova - on ne može utjecati na svoju sudbinu i buniti se protiv nje:
"Ne želi ništa više jer dosuđenoj

Sudbini smrtnik umaknuti ne može." („Antigona”)
Čovjek mora podnositi sve što mu dosude bogovi. Tako i Edip pada kao žrtva proročanstva, volje bogova i zle sudbine. 
Tematiku je preuzimao iz mitova i Homerovih djela. Za razliku od Eshila, bogovi nisu u središtu dramske radnje. Osnovu tragične radnje kod Sofokla čini slobodna ljudska volja, a radnja se pokreće aktivnošću samih protagonista. Oni su odlučni i do kraja slijede svoje ideale. Njegovi su tragični junaci idealizirani. Njihove karaktere naglašava i uvođenjem junaka sa suprotnim karakternim crtama od protagonista, na primjer: suprotnost hrabroj i odlučnoj Antigoni je plašljiva Ismena.

## Zanimljivosti i anegdote
- Kao i puno inih grčka imena, Sofoklovo također ima značenje. To je složenica od σοφός (sophos) = "mudar" κλέος (kleos) = "slava". Ime mu tako dobiva značenje "slavan po mudrosti".
- U braku s Nikostratom imao je sina Iofonta. Postoji priča po kojoj je Iofont bio ljubomoran na druge sinove, posebno na to što je Sofoklo najviše volio unuka drugog sina, također Sofokla. Iofont je tako podigao tužbu protiv svoga oca optužujući ga za staračku slaboumnost te je tražio da ga se stavi pod skrbništvo. Sofoklo je pred sucima pročitao dio svoje drame koju je upravo stvarao, a suci su ga potom oslobodili, jer čovjek koji može tako lijepo pisati, ne može biti senilan.
- O njegovoj smrti kolaju brojne anegdote. Jedna kaže da se ugušio jedući bobicu nezrela grožđa. Druga pak kaže da je umro od radosti kad je čuo za pobjedu u kazalištu. Treća govori da je recitirao dugačku rečenicu iz „Antigone” koja nije imala stanku za disanje te je na posljetku izdahnuo.
- Postoji priča koja govori o Sofoklovu pokopu. Njegova je obiteljska grobnica bila na putu prema atičkoj tvrđavi Dekeleji koju su u to vrijeme zaposjeli Spartanci. Noć nakon što je Sofoklo umro, vojskovođi Lisandru, njihovu zapovjedniku, ukazao se duh boga Dioniza koji mu je rekao da dopusti povorci da ukopa čovjeka koji je upravo umro. Lisandar nije mario za taj san, no on se opet ponovio iduće noći. Tada se Lisandar raspitao o tome tko je umro i, pošto je saznao da je to Sofoklo, dopustio je povorci da prođe. No, ta priča nema vjerodostojne kronološke temelje.
- U početku je i sam Sofoklo glumio u tragedijama, no priča kaže da je morao prestati zbog slaba glasa te se tako odvojilo njegovo pjesničko umijeće od glumačkog.

## Citati
- Tko nije ništa pretrpio, ne smije me savjetovati.
- Laž nikada ne doživi starost.
- Radije bih časno pao nego pobijedio varajući.
- Za pravedan će cilj slabiji pobijediti jačega.
- Kratka izreka obično sadrži puno mudrosti.
- Darovi neprijatelja nisu darovi i ne donose dobro.
- Mnoge su stvari užasne, no ništa nije užasnije od čovjeka.
- Glupost je sestra zlobi.
- Svatko može pogriješiti, no mudar će popraviti učinjenu pogrešku. Ustrajanje u pogrešci dovodi do svih zala.
- Vrijeme sve otkriva.
- Nitko ne voli one koji donose loše vijesti.
- Najljepša stvar koju čovjek može učiniti jest biti drugome koristan.
- Sinovi su majci sidra života.
- Najveća je sreća ona koju nismo očekivali.
- Oštre riječi grizu iako su iskrene.
- Za nemogućim ne valja posezati.
- Tvrdoglavost je isto što i bezumlje.

## Vanjske poveznice
- „Kralj Edip” (wikizvor - hrv. jezik)
- Sofoklova djela (engl. jezik)
- Fragmenti Sofoklovih djela (engl. jezik)
- Sofoklova djela (grč. jezik)